# Pelusias

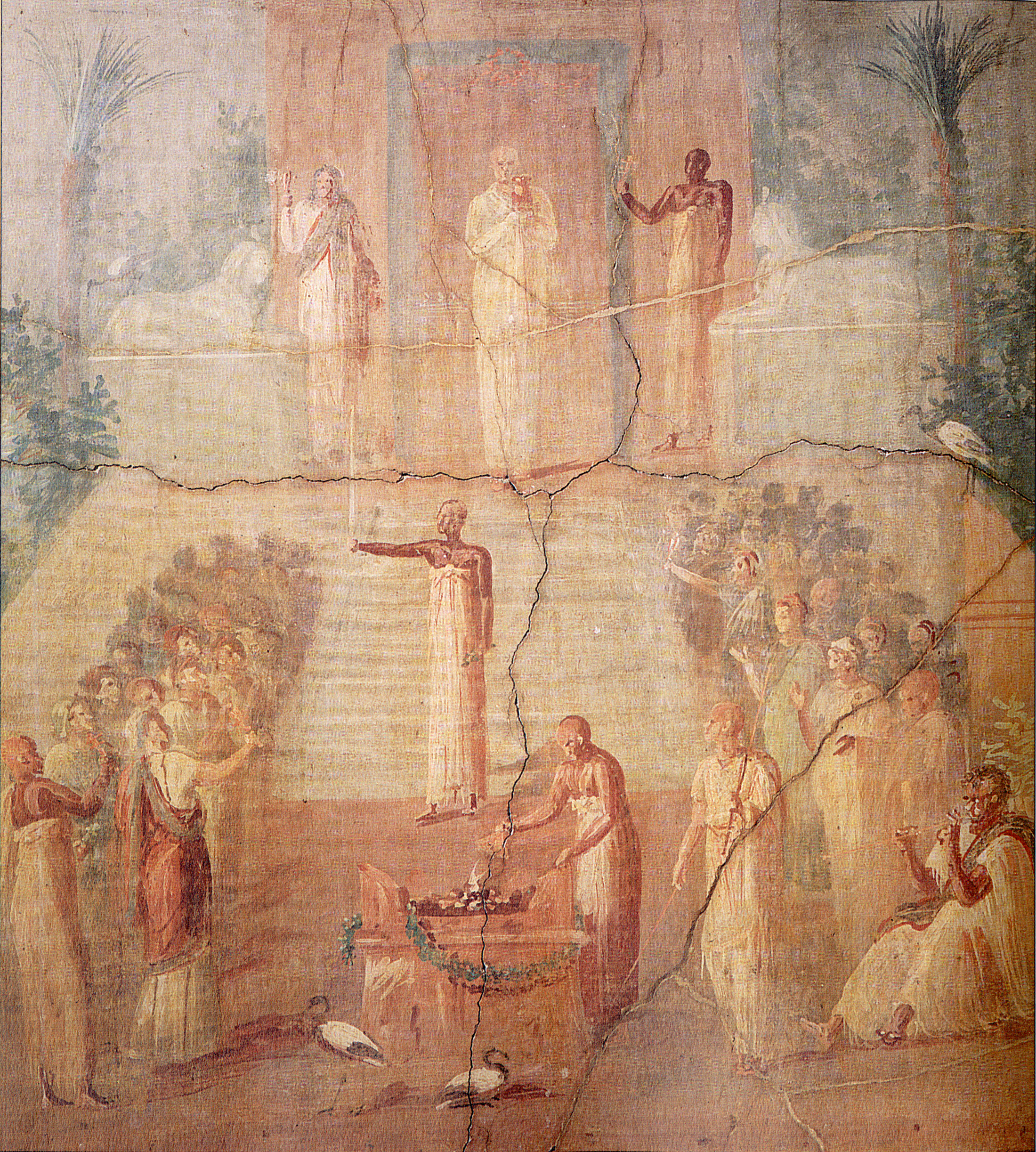
Pintura mural de Herculano que representa una ceremonia idealizada del culto a Isis: el sacerdote en el centro de la parte superior sostiene una jarra que contiene agua sagrada del Nilo, mientras que el de abajo aviva un fuego, algunos asistentes llevan contenedores con agua y otros hacen sonar sus sistros.

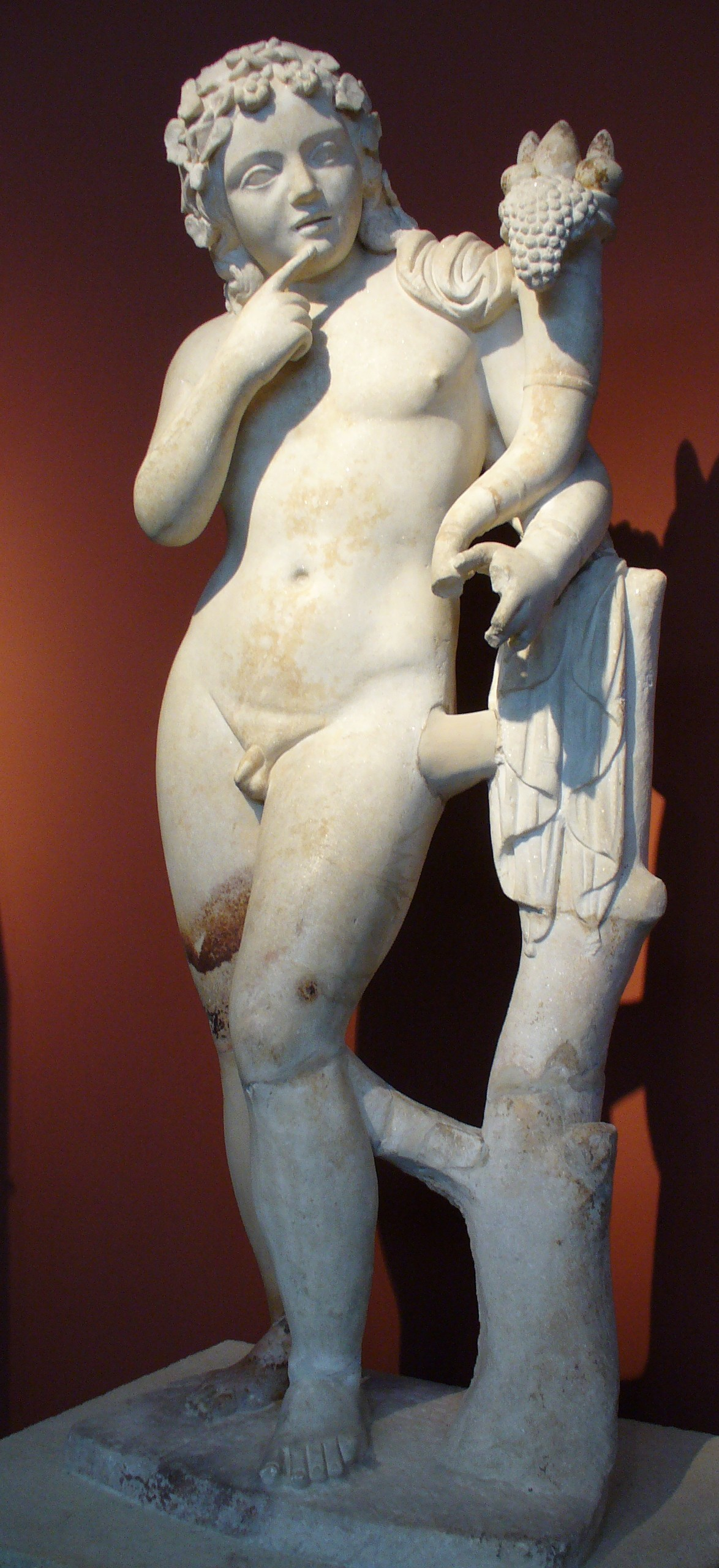
Harpócrates, a quien se daba culto, junto a su madre Isis, en las Pelusias, con una cornucopia..

Las Pelusias (o en latín: Pelusia) eran unas fiestas religiosas que se celebraban cada 20 de marzo en honor a Isis y su hijo Harpócrates. Habría coincidido con el segundo día de las Quincuatrías, unas fiestas que duraban cinco días en honor a Minerva.
Esta festividad no formaba parte del calendario romano antes de mediados del siglo I, pero fue añadida en la época de Marco Aurelio (161-180). Se conserva en el Calendario de Filócalo del año 354 como fiesta oficial.
El erudito bizantino Juan Lido, en el siglo VI, explicaba que estas fiestas conmemoraban el 'barro' de la inundación del Nilo, que generaba fertilidad y acababa con el hambre y la sequía, y probablemente se pensaba que estaba encarnado por el nacimiento de Harpócrates, que en el arte, está representado simbólicamente emergiendo del barro y portando una cornucopia.
Los fieles que participaban en las Pelusias eran rociados con agua sagrada que como una fuente de energía renovadora y de vida, podía obtenerse el renacimiento (regeneratio) y la inmunidad de las ofensas a los dioses (impunitas periurorum). Se cree que esta forma de libación imita el efecto simbólico de la inundación, y se cree que es el agua del propio Nilo el que se utiliza como una especie de "agua bendita", como en otras ceremonias de Isis que fueron llevadas a Roma.  
En el discurso cristiano de la época, la regeneratio se usaba en relación con el bautismo. El apologista cristiano Tertuliano (fallecido en 225) contrasta los ritos de las Pelusias con lo que él ve como la mayor eficacia del bautismo.
En el Egipto romano, las Pelusias del 20 de marzo marcaban el inicio de la temporada de navegación. El día estaba bajo la protección de Isis y Serapis.